# Gasztroenterológia
A gasztroenterológia az emésztőrendszerrel, illetve annak betegségeivel foglalkozó tudományág, a belgyógyászat része.
Gyakorló orvosai foglalkoznak endoszkópiával, azaz a testüregek: a gyomor, a vastagbél, a vékonybél, az epecsatorna tükrözéses vizsgálatával.